# Nyctimus
Genre
Synonymes
- Zametopias Thorell, 1892

Nyctimus est un genre d'araignées aranéomorphes de la famille des Thomisidae.

## Distribution
Les espèces de ce genre se rencontrent en Indonésie et en Afrique du Sud.

## Liste des espèces
Selon World Spider Catalog (version 18.0, 12/07/2017) :
- Nyctimus bistriatus Thorell, 1877
- Nyctimus trimeni (Simon, 1895)

## Publication originale
- Thorell, 1877 : Studi sui Ragni Malesi e Papuani. I. Ragni di Selebes raccolti nel 1874 dal Dott. O. Beccari. Annali del Museo Civico di Storia Naturale di Genova, vol. 10, p. 341-637  (texte intégral).